# Rhinogobius brunneus
Rhinogobius brunneus е вид бодлоперка от семейство Попчеви (Gobiidae).

## Разпространение и местообитание
Видът е разпространен в Китай, Провинции в КНР, Тайван и Япония (Кюшу, Рюкю и Хоншу).
Обитава сладководни и полусолени басейни и морета. Среща се на дълбочина около 2 m.

## Описание
На дължина достигат до 10 cm.